# 森英雄
森 英雄（もり ひでお、1925年4月1日 - 2001年5月10日）は、日本の実業家。住友化学社長を務めた。

## 経歴
大阪府大阪市出身。1947年に京都帝国大学法学部を卒業し、同年に住友化学工業に入社。
1977年3月に取締役に就任し、常務、専務を経て、1985年3月から1993年3月までに社長を務め、1993年3月から会長を務めた。
1990年5月から1994年5月までに日本化学工業協会会長を務め、大阪商工会議所副頭取も務めた。
1999年に勲二等旭日重光章を受章。

2001年5月10日、肺炎のために死去。76歳没。